# Katarzyna Dadak-Kozicka
Józefa Katarzyna Dadak-Kozicka (ur. 1 stycznia 1944 w Kazimierzy Wielkiej) – polska etnomuzykolog, antropolog kultury i teoretyk edukacji muzycznej, wykładowczyni akademicka.

## Życiorys
Ukończyła w 1970 studia w Instytucie Muzykologii Uniwersytetu Warszawskiego. W 1979 doktoryzowała się na podstawie pracy zatytułowanej Słowiańskie pieśni żniwne. Próba typologii muzycznej. Habilitowała się w 1997 w Instytucie Sztuki PAN w oparciu o rozprawę Folklor sztuką życia. U źródeł antropologii muzyki
W latach 1970–1978 była asystentką w macierzystym instytucie. Następnie związała się z Akademią Muzyczną w Warszawie, gdzie zaczęła prowadzić zajęcia z zakresu folkloru, historii muzyki i technologii pracy naukowej. Na stołecznej AM doszła do stanowiska profesora nadzwyczajnego, kierowała Studium Zoltána Kodálya na Wydziale Edukacji Muzycznej. W latach 1986–2002 była zatrudniona równolegle w Instytucie Sztuki PAN. Została również profesorem nadzwyczajnym w Instytucie Nauk Historycznych Uniwersytetu Kardynała Stefana Wyszyńskiego.
W latach 80. kształciła się w Międzynarodowym Instytucie Zoltana Kodálya w Kecskemét na Węgrzech. Jest autorką polskiej adaptacji koncepcji Zoltána Kodálya Śpiewajże mi jako umiesz (1992). Była sekretarzem generalnym Związku Kompozytorów Polskich (2001–2003), następnie objęła funkcję przewodniczącej Sekcji Muzykologów ZKP.

## Odznaczenia i wyróżnienia
W 2015 została odznaczona Srebrnym Medalem „Zasłużony Kulturze Gloria Artis”. W 2024 otrzymała Doroczną Nagrodę Związku Kompozytorów Polskich.